# Soppressata di Calabria
La Soppressata di Calabria (o Suppizzata o suprissata o sopressata) è un insaccato a denominazione di origine protetta.
Si ottiene con carne di maiale tagliata a pezzettoni a cui si unisce pepe nero, sale e peperoncino calabrese.

## Preparazione
Si prepara prendendo le parti migliori della coscia del maiale, tritate e prive di nervi e insaccandole in budello naturale, in particolare bisogna usare il budello proveniente dall'intestino crasso, ben lavato con acqua, vino e limone e messo a mollo. Si usa anche il budello del bue che è più resistente. Si impasta la carne con sale e peperoncino rosso piccante. Una volta riempito il budello, viene forato con uno spillo e legato a mano. Il tutto viene poi lasciato asciugare all'aria.
Vi sono due diversi modi di stagionatura. Nella Calabria settentrionale dopo riempito il budello viene lasciato ad asciugare all'aria e dopo circa due settimane si sistema sul pavimento un lenzuolo di lino e vi si adagiano le soppressate, le une vicine alle altre, con l'accortezza di lasciare tra esse uno spazio di circa un centimetro.
Le soppressate vengono quindi coperte con un altro lenzuolo di lino, al disopra del quale viene poggiato un tavoliere (o un rigirato). Sul tavoliere vanno posti dei pesi in modo da ottenere quella pressatura che secondo alcuni (erroneamente secondo altri) conferirebbe il nome al salume.
Dopo circa una settimana viene interrotta la pressatura e gli insaccati vengono messi ad asciugare.
Nella fase di asciugatura, della durata di circa due settimane, si usa spesso l'accorgimento di accendere un braciere nelle vicinanze che conferisca al prodotto una leggera affumicatura, nel braciere vengono aggiunte scorze di arance per garantire un'affumicatura aromatica.

Quindi si ripete l'operazione della pressatura (la "soppressa").
Nella fase conclusiva le soppressate (da non confondere con le schiacciate, prodotte con altri tagli di carne, sempre suina) vengono lasciate stagionare per un periodo di cinque sei mesi.
Nella Calabria meridionale invece la "suppizzata", dopo l'impasto (la carne va tritata al coltello) con sale e pepe nero (a volte si aggiungono semi di finocchio selvatico) e l'insaccamento nel budello, opportunamente suddivisa in grossi nodi, viene appesa alle travi del tetto a tegole (si tratta, in origine di un tipico prodotto contadino e le case di campagna erano tutte a tegole senza soffitta) della stanza ove in inverno era acceso il focolare che conferiva una leggera affumicatura. Oggi si appende sempre in alto in locale leggermente arieggiato e si lascia stagionare per almeno un mese per poi iniziare il consumo alimentare. Per conservarla in estate si usa porla in vasi di coccio salaturi con una pietra sopra per tenerla al di sotto del livello dell'olio.
Secondo un'altra ipotesi più accreditata il nome deriverebbe dalla fusione e contrazione di due termini: susu che in calabrese antico significa "sopra" "in alto" e  'mpizzare che significa "appendere" quindi il significato è: appesa in alto. La tesi è suffragata anche dal fatto che esiste la suppizzata di tonno siciliana che non viene messa sotto pressa, ma anch'essa viene appesa in alto. Inoltre il salume in questione viene messo sotto pressa solo in alcune zone della Calabria ed, essendo indiscutibilmente un prodotto contadino di antica data, non sembra logico collegarlo con vocaboli dell'italiano (pressa) che non esiste nel calabrese antico e neppure si può collegare col provenzale moderno come alcuni fantasiosamente sostengono, per ovvi ed evidenti motivi.